# Rożnów-Gebirge

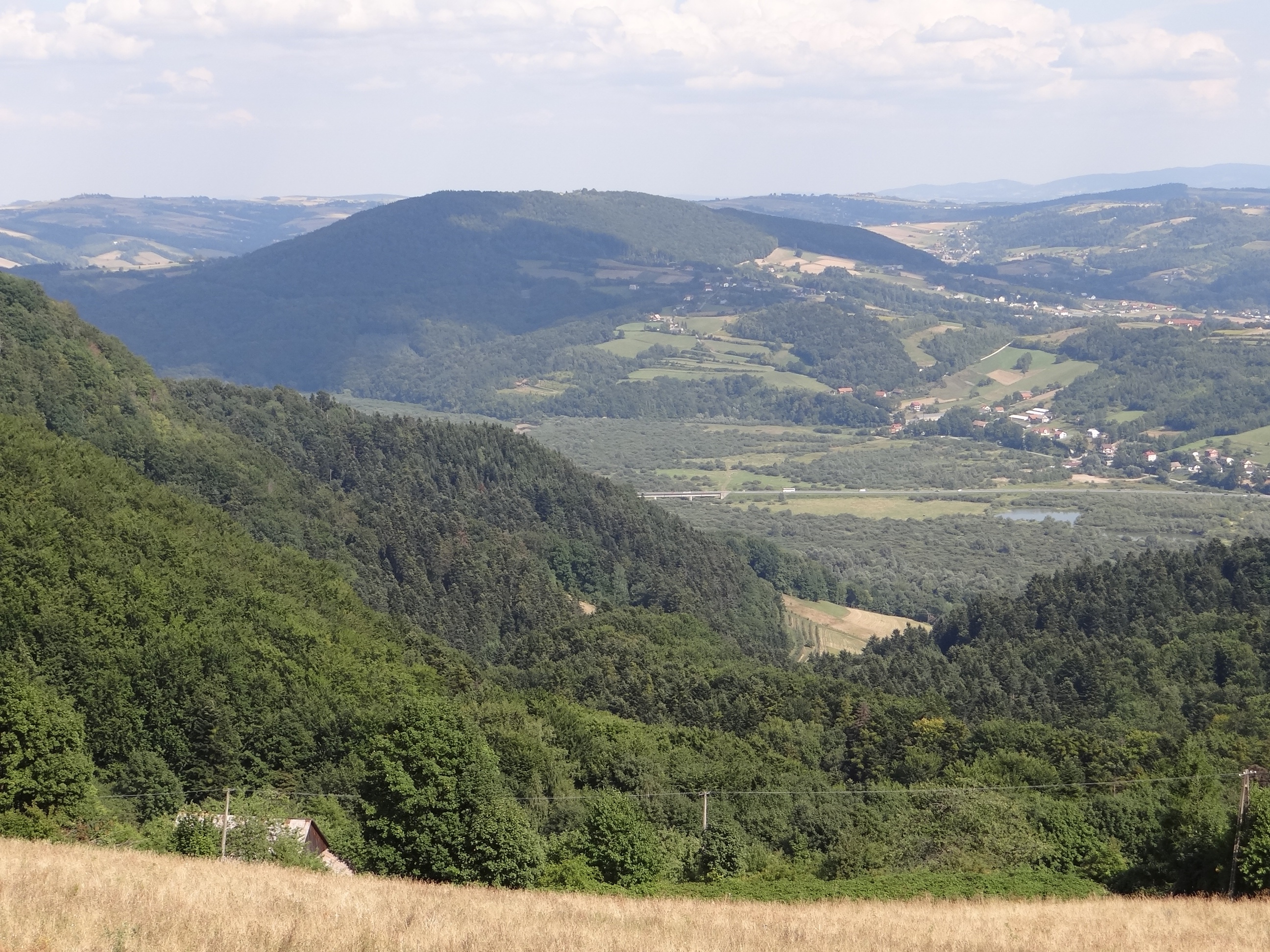
Dąbrowska Góra

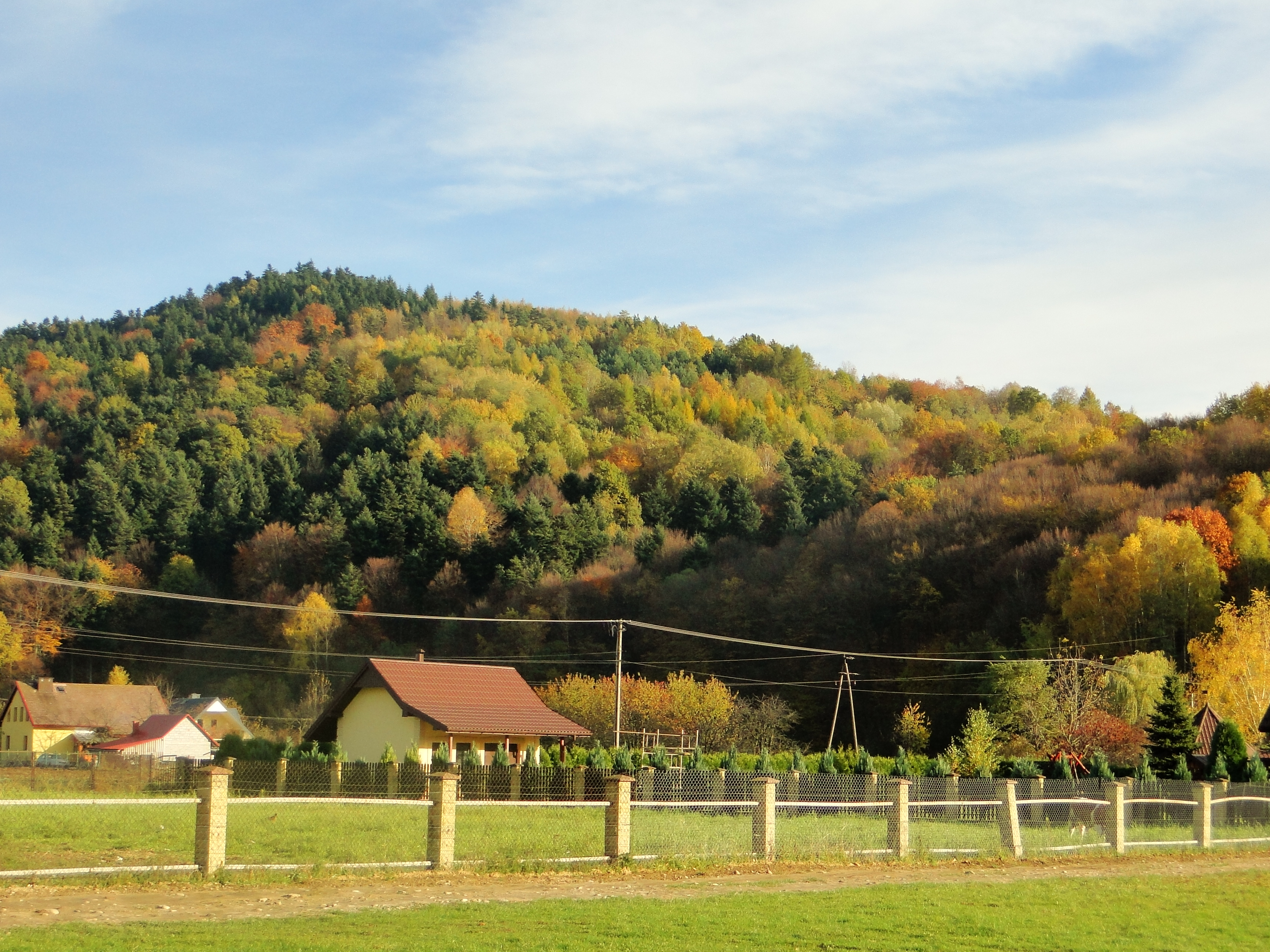
Blick auf Głowaczka

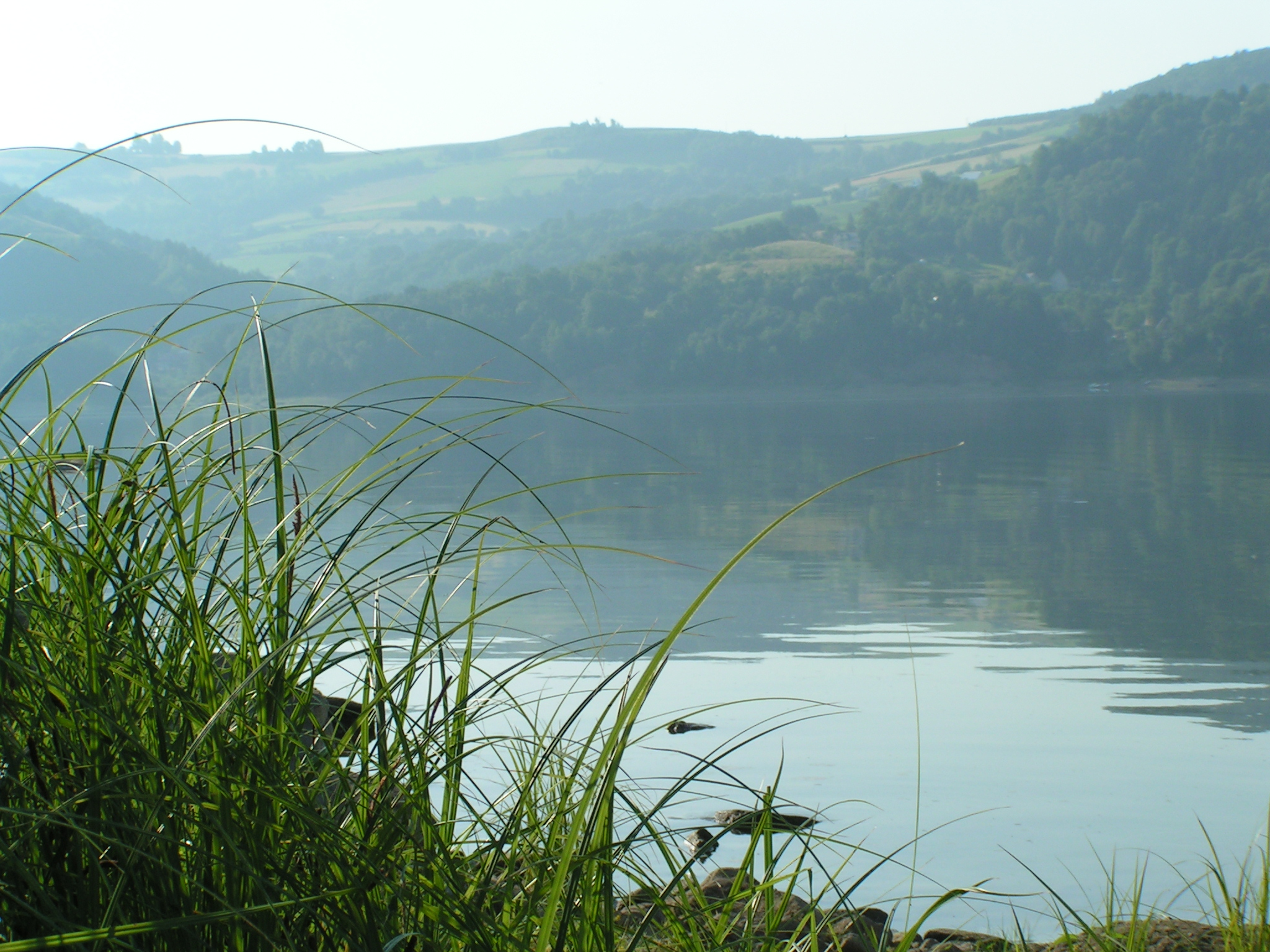
Jezioro Rożnowskie

Das Rożnów-Gebirge (polnisch: Pogórze Rożnowskie) besteht aus Vorbergen der Mittelbeskiden im südlichen Polen in der Woiwodschaft Kleinpolen. Sein höchster Gipfel ist die Dąbrowska Góra mit 583 m. Das Gebirge ist nach dem Ort Rożnów benannt.

## Geographie
Das Gebirge grenzt im Westen an das Wiśnicz-Gebirge, im Osten an das Ciężkowice-Gebirge, im Süden an die Niederen Beskiden und im Norden an das Sandomirer Becken. Es liegt zwischen den Flüssen Dunajec im Westen und Biała im Osten.

## Gliederung
Das 20 km lange und 6 km breite Gebirge gliedert sich in mehrere Kämme.

## Städte
Die Städte im Pogórze Wiśnickie sind Zakliczyn und Rożnów.

## Naturschutz
Das Gebirge liegt im Naturpark Ciężkowice-Rożnów. Es gibt zwei Naturreservate:
- Naturreservat Diable Skały
- Naturreservat Styr

## Tourismus

### Wassersport
Am westlichen Rand des Gebirges befindet sich der Badesee Jezioro Rożnowskie, ein Stausee auf dem Dunajec.

### Wanderwege
Es gibt zahlreiche Wanderwege im Rożnów-Gebirge.

### Fernradwege
Es gibt zahlreiche Radwege im Rożnów-Gebirge, von denen der Fernradweg von Tarnów nach Jamna mit 73 km der längste ist.

### Soldatenfriedhöfe
Im Gebirge tobten am Anfang des Ersten Weltkriegs erbitterte Kämpfe zwischen der einrückenden russischen Armee und der Armee Österreich-Ungarns. Daher befinden sich hier zahlreiche Soldatenfriedhöfe aus dem Ersten Weltkrieg.